# 성격 발달
성격 발달(Personality development)은 대인관계 행동 특성 측면에서 개인을 구별하는 통합적 특성의 역동적인 구성과 해체를 포괄한다. 성격 발달은 끊임없이 변화하며 상황적 요인과 삶을 변화시키는 경험에 따라 달라질 수 있다. 성격 발달은 설명이 차원적이며 본질적으로 주관적이다. 즉, 성격 발달은 강도와 변화의 정도가 변하는 연속체로 볼 수 있다. 개념화는 예상되는 행동, 자기 표현 및 개인적 성장에 대한 사회적 규범에 뿌리를 두고 있기 때문에 본질적으로 주관적이다. 성격심리학의 지배적인 관점은 성격이 초기에 나타나며 전 생애에 걸쳐 계속해서 발전한다는 점을 나타낸다. 성인의 성격 특성은 유아 기질에 기초를 두고 있다고 믿어지며, 이는 성향과 행동의 개인차가 삶의 초기, 잠재적으로 의식적인 자기 표현 언어가 발달하기 전에 나타난다는 것을 의미한다. 성격의 5요인 모델은 아동기 기질의 차원에 매핑된다. 이는 상응하는 성격 특성(신경증, 외향성, 경험에 대한 개방성, 친화성, 성실성) 수준의 개인차가 어린 나이부터 존재함을 시사한다.